# Hesseneck

Wappen von Hesseneck

Hesseneck ist eine ehemalige Gemeinde im südhessischen Odenwaldkreis. Mit nur 640 Einwohnern (Stand: 31. Dezember 2015) auf 29,98 km² war Hesseneck die kleinste eigenständige Gemeinde Hessens. Sie lag am Dreiländereck Hessens mit Bayern und Baden-Württemberg. Die Auflösung erfolgte am 1. Januar 2018 durch die Fusion zur neuen Stadt Oberzent.

## Geographische Lage

Lage der ehemaligen Gemeinde im Odenwaldkreis (Stand: 31. Dezember 2017)

Hesseneck hatte eine Höhe von 285 m ü. NHN und war die südöstlichste Gemeinde des Odenwaldkreises. Sie lag im Buntsandsteingebiet des Odenwaldes an den Quellbächen und dem Mittellauf der Itter, die bei Eberbach in den Neckar mündet. Zwischen Hesseneck und dem Kerngebiet des Odenwaldkreises im Mümlingtal erhebt sich der Krähberg (554,9 m ü. NN) mit der Passhöhe Reußenkreuz (515 m ü. NN). Die höchste Erhebung im Gemeindegebiet war die Hohe Langhälde (548,3 m ü. NN) östlich des Ortsteils Hesselbach an der badischen Landesgrenze. Die am tiefsten gelegene Stelle ist die Einmündung des Rindengrundes in die Itter mit etwa 205 m ü. NN.

### Nachbargemeinden
Hesseneck grenzte im Norden an die Städte Beerfelden und Erbach (beide im Odenwaldkreis) sowie den Markt Kirchzell (Landkreis Miltenberg in Bayern), im Osten an die Gemeinde Mudau (Neckar-Odenwald-Kreis in Baden-Württemberg), im Süden an die Stadt Eberbach (Rhein-Neckar-Kreis in Baden-Württemberg) sowie im Westen an die Gemeinde Sensbachtal (Odenwaldkreis).
| Beerfelden  | Erbach                                      | Kirchzell |
| Sensbachtal | Kompassrose, die auf Nachbargemeinden zeigt | Mudau     |
| Sensbachtal | Eberbach                                    | Mudau     |

### Gemeindegliederung
Die Gemeinde bestand aus folgenden Ortsteilen:
- Hesselbach
- Kailbach
- Schöllenbach (Sitz der Gemeindeverwaltung)

## Geschichte

### Grenzänderungen
Im Zuge der Gebietsreform in Hessen fusionierten am 1. Oktober 1971 die bis dahin selbständigen Gemeinden Hesselbach, Kailbach und Schöllenbach freiwillig zur neuen Gemeinde Hesseneck.
Sinkende Einwohnerzahlen und wirtschaftliche Gründe führten zu Bestrebungen, die Gemeinden Hesseneck, Beerfelden, Rothenberg und Sensbachtal zum 1. Januar 2018 zu einer Kommune mit dem Namen Oberzent zusammenzuschließen. In Bürgerentscheiden am 6. März 2016 stimmten die Bürger der vier Gemeinden jeweils mehrheitlich dafür. Bei einer Abstimmungsbeteiligung von 77,4 % betrug in Hesseneck die Mehrheit 88,7 % der abstimmenden Bürger. Die drei Orte von Hesseneck wurden Stadtteile der neuen Stadt Oberzent. Für sie wurde ein gemeinsamer Ortsbezirk mit Ortsbeirat und Ortsvorsteher nach der Hessischen Gemeindeordnung eingerichtet. Die Postleitzahl 64754 für Hesseneck wurde mit dem Zusammenschluss obsolet, wird aber weiterhin für den direkt an die ehemalige Gemeinde grenzenden Ort Badisch-Schöllenbach genutzt.

### Einwohnerentwicklung
Die Einwohnerzahl der Gemeinde entwickelte sich im Lauf der Zeit wie folgt (soweit nicht anders vermerkt, entnommen aus den Publikationen des Hessischen Statistischen Landesamtes):
| Monat und Jahr | Einwohnerzahl |
| -------------- | ------------- |
| Juni 1976      | 850           |
| Dezember 2009  | 636           |
| Dezember 2010  | 622           |
| Dezember 2011  | 612           |
| Dezember 2012  | 644           |
| Dezember 2013  | 635           |
| Dezember 2014  | 631           |
| Dezember 2015  | 640           |

## Politik

### Ehemalige Gemeindevertretung
Die Gemeindeauflösung am 31. Dezember 2017 wurde von der Gemeindevertretung beschlossen, die aus der Kommunalwahl am 6. März 2016 hervorging. Diese lieferte folgendes Ergebnis, in Vergleich gesetzt zu früheren Kommunalwahlen:
| Sitzverteilung in der Gemeindevertretung 2016Insgesamt 11 Sitze - SPD: 8 - CDU: 3 | Parteien und Wählergemeinschaften | Parteien und Wählergemeinschaften           | % 2016 | Sitze 2016 | % 2011 | Sitze 2011 | % 2006 | Sitze 2006 | % 2001 | Sitze 2001 |
| Sitzverteilung in der Gemeindevertretung 2016Insgesamt 11 Sitze - SPD: 8 - CDU: 3 | SPD                               | Sozialdemokratische Partei Deutschlands     | 70,0   | 8          | 74,7   | 8          | 57,3   | 6          | 67,2   | 10         |
| Sitzverteilung in der Gemeindevertretung 2016Insgesamt 11 Sitze - SPD: 8 - CDU: 3 | CDU                               | Christlich Demokratische Union Deutschlands | 30,0   | 3          | 25,3   | 3          | 33,1   | 4          | 32,8   | 5          |
| Sitzverteilung in der Gemeindevertretung 2016Insgesamt 11 Sitze - SPD: 8 - CDU: 3 | GRÜNE                             | Bündnis 90/Die Grünen                       | –      | –          | –      | –          | 9,6    | 1          | –      | –          |
| Sitzverteilung in der Gemeindevertretung 2016Insgesamt 11 Sitze - SPD: 8 - CDU: 3 | Gesamt                            | Gesamt                                      | 100,0  | 11         | 100,0  | 11         | 100,0  | 11         | 100,0  | 15         |
| Sitzverteilung in der Gemeindevertretung 2016Insgesamt 11 Sitze - SPD: 8 - CDU: 3 | Wahlbeteiligung in %              | Wahlbeteiligung in %                        | 77,4   | 77,4       | 76,2   | 76,2       | 71,2   | 71,2       | 77,2   | 77,2       |

### Bürgermeister
Nach der hessischen Kommunalverfassung ist der Bürgermeister Vorsitzender des Gemeindevorstands, dem in der Gemeinde Hesseneck neben dem Bürgermeister drei ehrenamtliche Beigeordnete angehörten. Seit dem Jahr 1993 werden in Hessen die Bürgermeister für sechs Jahre direkt gewählt. Erster und einziger direkt gewählter Bürgermeister war von 1993 bis zur Auflösung der Gemeinde Thomas Ihrig (SPD).

### Wappen und Flagge
Wappen
| Wappen von Hesseneck | Blasonierung: „Auf Silber ein rotes Kreuz auf einem roten Bogen, begleitet von zwei roten Sternen.“ |

| Wappen von Hesseneck | Das Wappen wurde der Gemeinde Hesseneck am 8. Juni 1981 vom Hessischen Innenministerium genehmigt. Gestaltet wurde es durch den Bad Nauheimer Heraldiker Heinz Ritt. Kreuz und Bogen sind alte Ortszeichen, die Sterne stammen aus dem Wappen der Grafschaft Erbach. |

Flagge
Die Flagge wurde der Gemeinde am 5. Dezember 1983 durch das Hessische Innenministerium genehmigt und wird wie folgt beschrieben:
„Auf roter Mittelbahn,  begleitet von je einem roten (außen)  und einem weißen (innen)  Randstreifen,  in der oberen Hälfte aufgelegt das Gemeindewappen“

## Kultur und Sehenswürdigkeiten

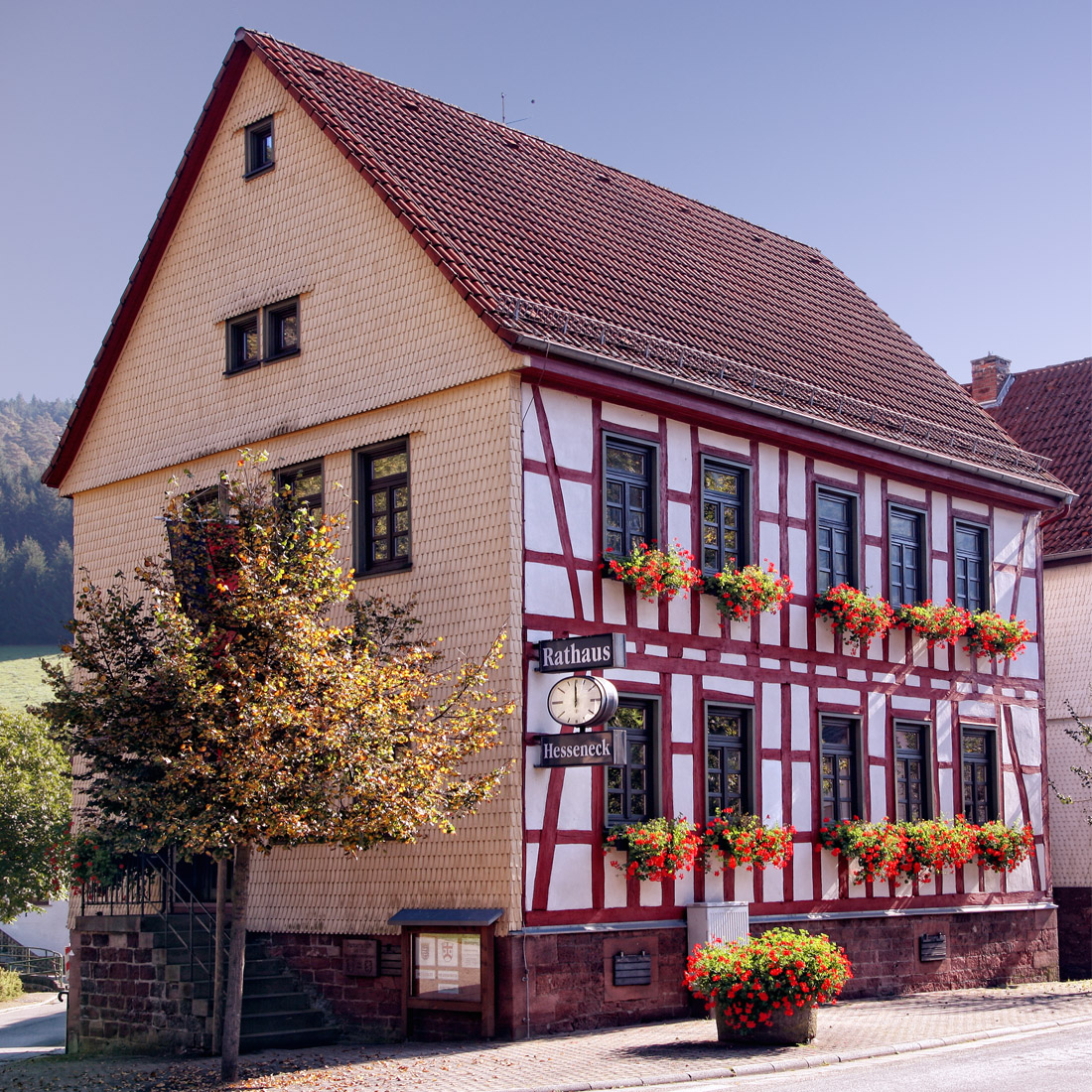
Das Rathaus von Hesseneck in Schöllenbach (2011)

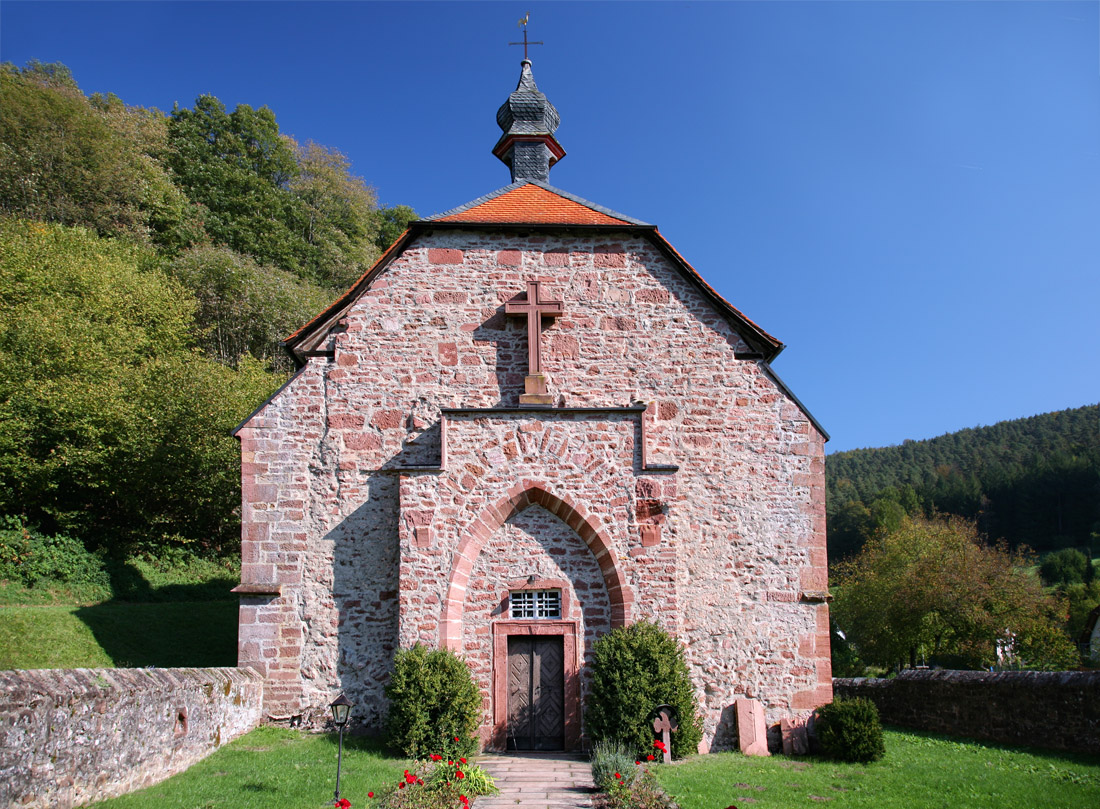
Quell- und Wallfahrtskirche Schöllenbach

### Bauwerke
- Sehenswert ist der Verlauf des Limes durch den Ortsteil Hesselbach mit dem gleichnamigen Kastell und Wachtturm-Fundamenten sowie die Quellkirche zu Schöllenbach (erbaut 1465).
- Bei Kailbach befindet sich der Haintalviadukt der Odenwaldbahn. Er besteht bei einer Länge von 173 Metern und einer Höhe von 30 Metern aus neun Bögen mit je 15 Meter Spannweite.

### Natur

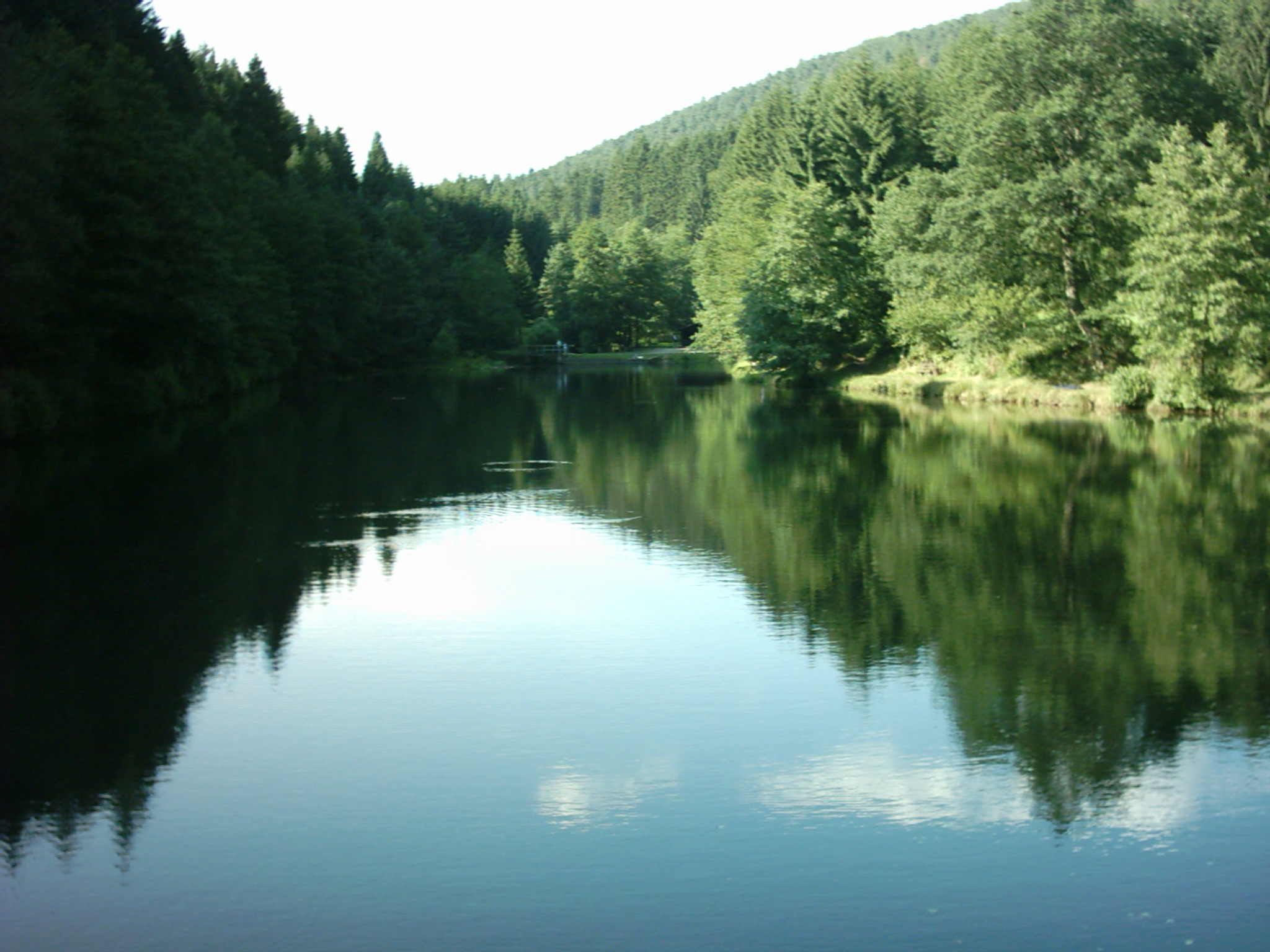
Eutersee

- Der Eutersee (Badesee)

## Wirtschaft und Infrastruktur

### Verkehr
Die Landesstraße 3108 bot als kurvenreiche Passstraße über den Krähberg die einzige Straßenverbindung von Hesseneck zum restlichen Odenwaldkreis. Sie erreichte nach etwa neun Kilometern in Hetzbach die Bundesstraße 45 (Hanau–Eberbach). Die Odenwaldbahn hatte im Gemeindegebiet zwei Haltepunkte, in Kailbach und in Schöllenbach.

### Wanderwege
Durch die Ortsteile Schöllenbach und Hesselbach verläuft der Nibelungensteig, ein 130 Kilometer langer, mit dem Gütesiegel „Qualitätsweg Wanderbares Deutschland“ zertifizierter Fernwanderweg.